# 丹吉爾城站
丹吉爾城站（阿拉伯语：‎，羅馬化：Mahatat Tanjat Almadina）是位於摩洛哥丹吉爾的鐵路車站，啟用於2003年8月27日。因應即將投入商業運營的卡薩布蘭卡－丹吉爾高速鐵路，車站進行了改建。
2018年11月15日，高速鐵路通車，丹吉爾城站為其終點站。